# Brigitte Rauschenbach
Brigitte Rauschenbach

Link zum Bild

Brigitte Rauschenbach, amtlich Wehland-Rauschenbach (geboren 14. September 1943; gestorben 14. Dezember 2018 in Berlin), war eine Philosophin, Politologin und Feministin, die als Professorin am Otto-Suhr-Institut für Politikwissenschaft (OSI) der FU Berlin Politische und Sozialwissenschaften unter besonderer Berücksichtigung der Geschlechterverhältnisse lehrte. Sie war Teilzeitprofessorin für Genderstudien und Mitherausgeberin des Portals gender-politik-online.

## Persönliches
Seit 1963 lebte und arbeitete Rauschenbach in Berlin, war verheiratet mit Gerhard Wehland und hatte zwei Söhne, 1977 und 1979 geboren.

## Werdegang
Die akademische Entwicklung Rauschenbachs verlief nicht ohne zahlreiche „Brüche in der Laufbahn“, die laut einem von Sabine Berghahn und zwei ihrer Kolleginnen verfassten Nachruf „geradezu exemplarisch für jene Hindernisse“ standen, „die das damalige Wissenschaftssystem Frauen ihrer Generation in den Weg legte“. Laut der Redaktion von De Gruyter habe sie sich selbst „immer als Grenzgängerin zwischen den Disziplinen“ verstanden.
Bereits die Wahl ihrer Studienfächer signalisierte ein seinerzeit unübliches Interesse an Transdisziplinarität. An der Eberhard Karls Universität Tübingen studierte sie zunächst Geschichte, Germanistik und Romanistik, kam 1963 nach Berlin, wechselte 1965 an der Freien Universität Berlin zum Studium der Philosophie und promovierte 1972 im Alter von 29 Jahren in diesem Fach. Ihre Dissertation befasste sich mit dem „Erkenntnisvermögen, die repressive Eigendynamik und die emanzipatorische Sprengkraft gesellschaftlicher Antizipationen und Prognosen“.
Von Mai 1974 bis September 1975 war Rauschenbach zunächst Assistentin am damaligen Fachbereich Politische Wissenschaft der FU und von September 1985 bis August 1991 Hochschulassistentin am dortigen Psychologischen Institut. Mit der Geburt ihrer beiden Söhne 1977 und 1979 pausierte sie unfreiwillig im Rahmen eines unbezahlten Sonderurlaubs, Kindererziehungszeit gab es noch nicht. Der Antritt einer Assistentenstelle wurde im März 1984 unter Wissenschaftssenator Kewenig (1934–1993) zunächst mit der Begründung verweigert, mit der „Geburt der beiden Kinder sei die Qualifizierungsphase unterbrochen und die Aussicht auf eine erfolgreiche Habilitation nicht mehr gegeben“. Öffentliches Aufsehen sorgte dafür, dass Rauschenbach diese Stelle mit Verzögerung doch antreten konnte. Die Habilitation erfolgte 1990 fächerübergreifend in Praktischer Philosophie und Politischer Psychologie mit der Schrift Nicht ohne mich, die 1991 unter leicht verändertem Untertitel veröffentlicht wurde und sich mit der Rolle des Subjekts im Erkenntnisprozess befasste. Von Januar 2000 bis September 2007 war sie sog. Teilzeitprofessorin für Genderstudien am Otto-Suhr-Institut für Politikwissenschaft.
Der von Rauschenbach beschrittene Weg habe dazu geführt, dass sie sich „im Wissenschaftsalltag nicht selten in einer Position zwischen allen (Lehr-) Stühlen wiederfand“. Sie war mehrfach der Unsicherheit befristeter Arbeitsverträge ausgesetzt, die sie mit teils unbesoldeten, teils besoldeten Lehraufträgen überbrückte. An der Universität Halle bildete sie Lehrkräfte für das neue Schulfach Ethik aus. Auf Honorarbasis arbeitete sie am Berliner Landesinstitut für Schule und Medien (LISUM) und an der Berliner Landeszentrale für politische Bildung. Überdies gab es Buchstipendien. Die Berufung ans Otto-Suhr-Institut wurde durch das Engagement einiger etablierter Professoren möglich, die innovative Professuren schaffen wollten und dafür Anteile ihrer eigenen Stelle zur Verfügung stellten. Allerdings war auch das befristet und lediglich eine Teilzeitprofessur, wobei sie die dadurch zur Verfügung stehende Zeit nutzte, gemeinsam mit anderen Wissenschaftlerinnen das sozialwissenschaftliche Gender-Portal gender-politik-online zu gründen, auf dem fortan und bis heute „Beiträge zur Bedeutung der Kategorie Geschlecht vor allem in der Politikwissenschaft, ergänzt um Beiträge aus den Nachbarfächern Soziologie, Kulturanthropologie und Publizistik“ erscheinen.

## Wirken
Im Bemühen um die Vereinbarkeit von Familie und Beruf gehörte zu Rauschenbachs Arbeitsschwerpunkten Erkenntnis- und Wissenschaftstheorie, Politische Psychologie und Sozialisationsforschung. Überdies war sie mit Mentalitätsgeschichte, Erinnerungspolitik und Frankreichforschung befasst. Als Grenzgängerin zwischen den Disziplinen Philosophie, politische Wissenschaften und politische Psychologie ließ sie sich von keinem Mainstream vereinnahmen.
Ihr Nachruf beschreibt vier Schaffensperioden. In der ersten Phase, in die Promotion und Habilitation fielen, interessierte sie sich bevorzugt für Fragen der Erkenntnis-, Wissenschafts- und Subjekttheorie, besonders jener des französischen Philosophen Jean-François Lyotard, den sie im Original zu lesen imstande war.
In ihrer zweiten Schaffensperiode dienten ihre psychoanalytischen Kenntnisse dem Versuch, Hintergründe „Deutscher Wenden“ aufzuklären, die, weil verdeckt, sich nicht ohne Weiteres offenbaren. Dabei ging es ihr um die Frage, was „den Umbrüchen von 1968 und 1989 gemeinsam“ wäre. Im Februar 1992 lud sie renommierte Vertreterinnen und Vertreter aus Wissenschaft und Schriftstellerei zu einem Kongress nach Berlin, um über „das bislang Unaussprechliche, das Unbewusste der historischen Wende von 1989 zu debattieren“. Anschließend gab sie einen Tagungsband heraus, dem sie in Anlehnung an Sigmund Freud den Titel Erinnern, Wiederholen, Durcharbeiten gab. Er ist auf der Website des United States Holocaust Memorial Museums gelistet. Im Jahr 1995 legte sie ihre Monografie Deutsche Zusammenhänge vor. 1998 folgte ihr Aufsatz Politik der Erinnerung in dem von Jörn Rüsen und Jürgen Straub herausgegebenen Buch Die dunkle Spur der Vergangenheit.
In ihrer dritten Schaffensphase befasste sich Rauschenbach mit zahlreichen antiken und modernen Klassikern des politischen Denkens unter der Frage, ob sich bei ihnen bewusst oder unbewusst stereotype Bilder über Mann und Frau „eingeschrieben“ hätten. In ihrer gezielten Suche nach weiblichen Stimmen stieß sie zunächst auf Christine de Pizan aus dem frühen 15. Jahrhundert, entdeckte die „weithin unbekannte Frühfeministin Marie de Gournay“ und fand in Luce Irigaray eine Vertreterin der Postmoderne. Als Ergebnis dieser Nachforschungen legte sie zunächst 1998 ihr Buch Politische Philosophie der Geschlechterordnung vor und im Jahr 2000 das Porträt von Marie de Gournay als einer Zeitgenossin Montaignes.
In der vierten Schaffensperiode legte Rauschenbach ihre letzte Monografie unter dem Titel Der Geist der Geschlechter vor, nachdem sie sich mit Montesquieu und seinem Werk Vom Geist der Gesetze auseinandergesetzt hatte. Darin befasste sie sich ausweislich des von ihr gewählten Titels mit der „Beziehung, in der die Geschlechterordnung zur Verfassung eines Landes, Kultur, Religion, Wirtschaft, zum internationalen Austausch, zu Kriegen und Revolutionen“ stehe.

## Publikationen
Neben eigenen Publikationen – unter anderem zu Geschlechterfragen – verfasste Rauschenbach einige Rezensionen, darunter zur Monografie Gefährdete Freiheit von Barbara Holland-Cunz, zu den unter dem Titel Vagabundinnen erschienenen feministischen Essays von Christina Thürmer-Rohr oder zu Neil Postmans Wir amüsieren uns zu Tode und Das Verschwinden der Kindheit. Sie war Mitherausgeberin und langjähriges Redaktionsmitglied des Portals gender-politik-online, auf dem sie auch eigene Beiträge einstellte.

### Ausgewählte Veröffentlichungen
Neben ihren Monografien publizierte Rauschenbach in verschiedenen Zeitschriften. Beispielsweise wurde 1989 in den inzwischen eingestellten Beiträgen zur feministischen Theorie und Praxis ihr Aufsatz Freiheit, Gleichheit, Schwesterlichkeit veröffentlicht, dem sie die Bemerkung voransetzte, sie habe „in absichtsvoller Abwandlung der historischen Programmatik von 1789“ den Titel „in Form eines utopisch gewendeten Gedankenspiels“ abgewandelt, um „auf die Reflexion eines aktuellen Utopieverlusts“ aufmerksam zu machen, „wie er sich auch in der Frauenbewegung programmatisch breit“ mache:

„Weder die Gleichberechtigung von Männern und Frauen vor dem Gesetz, noch die Karrierevorzeigefrauen realisieren die Idee einer sozialen Transformation.“

Im Jahr 2012 befasste sich Rauschenbach unter dem Titel Der Wert des (sozialen) Geschlechts mit Fragen von Geschlechterökonomie – von ihr verstanden als Prototyp geschlechtlicher Arbeitsteilung, der Haus- und Familienarbeit von Frauen mit dem Arbeitslohn des Mannes verrechne –, Geschlechterkultur und Geschlechterstruktur. Dabei ließ sie sich eigenen Angaben zufolge von der Überzeugung leiten, die Geschlechterverhältnisse würden falsch verstanden, wenn die geschlechtliche Arbeitsteilung in den Untersuchungen unberücksichtigt bliebe. Geschlechterrollen würden den Menschen „wie eine kulturelle Haut auf den Leib geschrieben“, weshalb es schwer sei, sie abzustreifen. Der „letzte theoretische Höhenflug“ habe zwar „zu den Sternen der Vielgeschlechtlichkeit“ geführt, doch zur Lösung der Disparitäten im Geschlechterverhältnis nicht viel beigetragen. Seit den 1990er Jahren seien die Geschlechterdiskurse sexualisiert und wieder biologisiert worden. Auch wenn Frauen in nahezu alle gesellschaftlichen Bereiche aufgerückt seien, würden Geschlechterarrangements „in sozialer Schieflage bestätigt und in modernen Kostümen reproduziert“, denn die Auflösung von Gender löse jene Strukturen nicht auf, „die wertlose Frauenarbeit zum Opportunitätsprinzip kapitalistischer Gesellschaften gemacht“ habe.

„Bestimmt ist es betriebswirtschaftlich, moralisch und politisch wichtig zu wissen, dass Menschen verschieden sind. Aber der Feminismus hat uns gelehrt, dass sie auch verschieden gemacht worden sind. Mithin werden wir sehr darauf achten müssen, dass Diversity nicht, so wie zuvor Differenz, Deckadresse für soziale Ungleichheit und die Festschreibung von Geschlechter- und Sozialstrukturen im Rahmen des Gleichstellungsauftrags ist. Wer Geschlechtergleichstellung fordert, kann an sozialen Gleichstellungsfragen nicht vorbeigehen. Gender ist ein soziales Problem, und zwar mehr denn je. Ich sehe nur eine Chance, dieser Paradoxie zu entgehen und Pflege- und Hausarbeit sozialverträglich zu machen. Das Rezept ist nicht neu, aber noch immer weitgehend unerprobt. Es heißt: alle Menschen beteiligen sich an der Arbeit, die traditionell nichts wert ist. Gender verschwände von selbst aus der Diskussion.“

In ihrer Schrift Das Geschlecht vor dem Recht vor der Sprache – postum 2019 in den Feministischen Studien veröffentlicht und online verfügbar – befasste sie sich mit Gleichstellungsfragen, die sich „trotz aller gebotenen Eile stets mit Weile gestellt“ hätten: „Schon der Verfassungsgrundsatz in Artikel 3 Abs. 2, wonach Männer und Frauen gleichberechtigt sind, wurde 1949 auf Initiative der sozialdemokratischen Abgeordneten Elisabeth Selbert nur gegen massiven Widerstand der älteren Herrschaften ins Grundgesetz aufgenommen, ließ sich mit der Umsetzung dann aber Zeit.“ In der Folge setzte sie sich mit dem Beschluss des Ersten Senats des Bundesverfassungsgerichts vom 10. Oktober 2017 auseinander:

„Jahrtausendelang hatten Frauen scheinbar aufgrund ihrer Natur, in Wirklichkeit aber aufgrund der männergemachten Gesetze andere Rechte, Pflichten und Lebensperspektiven als Männer. Schon hier hat das Recht als Recht des Stärkeren Frauen in die Rolle von bloß reproduktiven  schwachen ungebildeten Mängelwesen gedrängt und Männern die Rolle von starken produktiven vernunftbegabten Machthabern vermacht. Nun  räumte das Verfassungsgericht mit seinem Beschluss vom 10. Oktober 2017 explizit ein, dass das Geschlecht vom Votum des Gesetzgebers und dessen kategorialen Bestimmungen abhängig ist. […] An die Stelle der Vorstellung einer natürlichen Binarität tritt das Kunststück einer rechtlich verordneten Trinität.“

Sie beschloss ihren Aufsatz wie folgt:

„Vielleicht können Menschen, die zwischen den Geschlechtern stehen, für die Anforderungen einer globalisierten Welt sogar  vorbildlich sein. In ihrer verworfenen Eigenart stehen sie nicht nur für das Problem der Ab- und Ausgrenzung, sondern für die schöpferische Freiheit des Grenzgängertums. […] Insofern ist dieses Gesetz eine praktische Notlösung und zugleich Denkanstoß in Anbetracht einer Sprache, deren bloße Grammatik die Geschlechtlichkeit der Menschen bezeugt und uns aus ihr nicht entlässt. Nach der Verabschiedung des Gesetzes kommt die Freiheit. Aber die schöpferische Diskussion unseres Denkens kann gleichwohl beginnen.“

### Erinnern, Wiederholen, Durcharbeiten
Besonderen Raum unter ihren Veröffentlichungen nimmt 1992 die Herausgabe der Konferenzschrift zur Tagung Erinnern, Wiederholen, Durcharbeiten ein, zu der sie prominente Vertreter verschiedener Disziplinen aus Ost und West nach Berlin eingeladen hatte. Unter dem Titel Schafft ein, zwei, drei, viele Kongresse berichtete Ute Scheub in der Berliner Tageszeitung taz im Februar 1992 über die Tagung und den „befreiende[n] Charakter“ des dortigen Diskurses. Der Kongress war laut Scheub „ein Zukunftsmodell, das nach Nachahmung schreit“, wurde aber nie wiederholt.
Für den Tagungsband, dessen Titel an die berühmte Trias von Sigmund Freud aus dem Jahr 1914 erinnert, fassten die Eingeladenen ihre Vorträge zusammen.
Erstes Kapitel
Unter dem Titel Vergangenheit, die nicht vergeht leitete Rauschenbach mit einer Abhandlung über den Zusammenhang zwischen der „Erbschaft aus Vergessenheit“ und einer „Zukunft aus Erinnerungsarbeit“ das erste Kapitel ein (S. 27–55). Alfred Grosser sprach sich bezüglich der Erinnerung an die Verbrechen für „eine Politik der Mitverantwortung“ aus (S. 56–79). Ihm folgt die Zusammenfassung einer Podiumsdiskussion, an der unter dem Titel Schuld ist ein gesellschaftlicher Verblendungszusammenhang Nadine Hauer, Helga Königsdorf, Hans-Martin Lohmann, Helmut Moser, Manfred Riedel und Friedrich Schorlemmer teilnahmen (S. 80–118).
Zweites Kapitel
Das zweite Kapitel ist der Entäußerung der Vergangenheit im Projektionsspiegel der beiden deutschen Nachkriegsstaaten gewidmet und enthält zwei Abschnitte. Wolfgang Benz zeichnete die „Etappen bundesdeutscher Geschichte am Leitfaden unerledigter deutscher Vergangenheit“ nach (S. 119–131), Peter Sichrovsky befasste sich unter dem Titel Das generative Gedächtnis mit den Kindern von Opfern und Tätern (S. 132–138) und die Sozialwissenschaftlerin Lerke Gravenhorst fragte, „wie eigen die eigene Geschichte“ sei: Zum Zusammenhang von NS-Auseinandersetzung und Geschlechtszugehörigkeit bei NS-Nachgeborenen (S. 139–147). Ute Benz befasste sich mit dem „Mythos von der guten Mutter“ und der politischen Instrumentalisierung dieses Ideals (S. 148–157) und Alfons Söllner fragte bezüglich der bundesrepublikanischen Nachkriegsgeschichte, wann Geschichte „normal“ werde (S. 157–162).
Im zweiten Abschnitt kamen unter dem Titel Geschichte der anderen Abwehr Teilnehmerinnen und Teilnehmer aus der ehemaligen DDR zu Wort, die ausweislich der Überschrift zu einerseits teilnahmslosem und andererseits engagiertem Antifaschismus in der DDR referierten. Antifaschistischer Stalinismus ist der erste Aufsatz von Sigrid Meuschel (S. 163–171), Wilfried Schubarth fragte, ob der Antifaschismus in der DDR „Mythos oder Realität“ gewesen sei (S. 172–179) und der Pädagoge Bernd Wittich berichtete über die „Initiationen zum Antifaschisten“ und ihren Folgen (S. 180–188). Herbert Loos berichtete über die langen „Schatten über der Psychiatrie“ (S. 189–196), Hans-Joachim Maaz über psychosoziale „Probleme des Vereinigungsprozesses“ (S. 197–205), und Angelika Ebrecht wählte für ihre Ausführungen über die andere Abwehr in der DDR den Titel Die verdoppelte Vergangenheit (S. 206–216).
Drittes Kapitel
Unter dem Motto, nun müsse sich alles wenden, sind im dritten Kapitel in zwei Abschnitten Beiträge zusammengefasst, die über die „Erblast der Einheit“ referieren. Der erste Abschnitt des vorletzten Kapitels berichtet über Gefühle von Schuld und Scham  und dem „Wechselverhältnis von politischer und psychischer Wende in der DDR“. Die Historikerin Dorothee Wierling fragte in ihrem Beitrag, ob sich die Biografien auch gewendet hätten (S. 217–227) und der Soziologe Bernd Lindner sprach über politische Selbsterfahrung und untersuchte die „Geschichtskonstruktion am Beispiel von Biographien des Leipziger Herbst 89“ anhand des Zitats »Nur wir können wissen, wie es war.« (S. 228–235). Ina Merkel berichtete über geschlechtsspezifische Strategien im Umgang mit der Wende unter der Frage »Was haben wir nur falsch gemacht?« (S. 236–245), Annette Simon widmete sich den Begriffen der Schamlosigkeit und Scham und schlug vor, von einer zweifachen und zweiseitigen Verdrängung auszugehen (S. 246–252). Beate Fietze schließlich betrachtete politische Zäsuren im Spiegel gebrochener Kontinuitäten (S. 253–260).
Der zweite Abschnitt trägt den Titel Die Wiederkehr der Väter oder Das generative Rollback in der BRD. Unter dieser Vorgabe trug Sibylle Hübner-Funk einiges Material über die „nationale Mission der HJ-Generation“ vor (S. 261–268), die Psychoanalytikerin Sophinette Becker referierte zu bewussten und unbewussten Identifikationen der 68er Generation (S. 269–275) und Wolfgang Fritz Haug versuchte sich an einer deutsch-deutschen Moment-Aufnahme, für die er den Titel Die Wiederkehr des Unerwarteten wählte (S. 275–285). Hilde Schramm berichtete über das „Gefühl, überrollt zu werden“ (S. 286–294) und Helmut König über die Geschichte der Enttäuschungen (S. 295–302).
Viertes Kapitel
Das Schlusskapitel stellt die  Frage, was Durcharbeiten bedeuten könne und welche „Initiativen für eine neue politische Kultur“ wünschenswert wären. Darüber diskutierte ein Podium, an dem Friedrich Dieckmann, Katharina Doye, Irena Kukutz, Ralf Marschallek, Tilmann Moser, Gisela Oechelhaeuser und Eva Sternheim-Peters beteiligt waren (S. 303–345). Als letzte Referentin stellte die Psychologin Irmingard Staeuble die Frage, was nach dem Durcharbeiten denkbar wäre und wie die „deutsch-deutsche Befangenheit“ überwunden werden könne (S. 303–345).

## Schriften (Auswahl)
- Das Geschlecht vor dem Recht vor der Sprache. In: Feministische Studien. Band 19, Nr. 1, 2019, ISSN 0723-5186, S. 162–184, doi:10.1515/fs-2019-0011.
- Der Geist der Geschlechter oder (frei nach Montesquieu) über die Beziehung, in der die Geschlechterordnung zur Verfassung eines Landes, Kultur, Religion, Wirtschaft, zum internationalen Austausch, zu Kriegen und Revolutionen steht. Ulrike Helmer Verlag, Sulzbach/Taunus 2017, ISBN 978-3-89741-397-9.
- Leitbilder des Subjekts. Von der Selbstkontrolle über die Selbsterkenntnis zum Selbstmanagement. In: Ästhetik & Kommunikation. Von der Couch zum Coach. Band 43, Nr. 156, 2012, ISSN 0341-7212.
- Der Wert des (sozialen) Geschlechts: Geschlechterökonomie, Geschlechterkultur, Geschlechterstruktur. (PDF; 204 KB) In: gender-politik-online. 2012.
- Der Traum und sein Schatten. Frühfeministin und geistige Verbündete Montaignes: Marie de Gournay und ihre Zeit. Ulrike Helmer Verlag, Königstein/Taunus 2000, ISBN 3-89741-048-6.
- Politische Philosophie und Geschlechterordnung. Eine Einführung. Campus-Verlag, Frankfurt/Main, New York 1998, ISBN 3-593-36131-0.
- Deutsche Zusammenhänge. Zeitdiagnose als politische Psychologie (= Texte + Thesen. Band 266). Fromm. Edition Interfrom, Zürich 1995, ISBN 3-7201-5266-9.
- Ein Schritt in den geistigen Tag der Gegenwart. Vom Objekt des Subjekts zum Anderen als Ich. In: Journal für Psychologie. 1995, S. 20–26, urn:nbn:de:0168-ssoar-24382 (Doppelheft 4/1995 1/1996).
- Die Wiederkehr des Behemoth. Postmoderne zwischen Spiel und Bürgerkrieg. In: Journal für Psychologie. Nr. 2, 1994, S. 47–60, urn:nbn:de:0168-ssoar-20490.
- Nicht ohne mich. Vom Eigensinn des Subjekts im Erkenntnisprozess. Habilitationsschrift 1990. Campus-Verlag, Frankfurt/Main, New York 1991, ISBN 3-593-34557-9 (Titel der Habilitation: Nicht ohne mich. Erkenntnis im Widerspruch).
- Freiheit, Gleichheit, Schwesterlichkeit. 200 Jahre danach. In: Beiträge zur feministischen Theorie und Praxis. Band 12, Nr. 25/26, 1989, ISSN 0722-0189, S. 223–234, doi:10.25595/816 (genderopen.de [PDF; 1,3 MB; abgerufen am 4. Dezember 2023]).
- Antizipation und Prognose. Über das Erkenntnisvermögen, die repressive Eigendynamik und die emanzipatorische Sprengkraft gesellschaftlicher Antizipationen und Prognosen. Berlin 1972, DNB 760722684 (Dissertation FU Berlin).
- Brigitte Rauschenbach (Hrsg.): Erinnern, Wiederholen, Durcharbeiten. Zur Psycho-Analyse deutscher Wenden (= Texte zur Zeit. Band 181). Aufbau-Taschenbuch-Verlag, Berlin 1992, ISBN 3-7466-0186-X (archive.org – Leseprobe, Konferenzschrift).